# Кролик-самурай: Хроники Усаги
«Кролик-самурай: Хроники Усаги» (англ. Samurai Rabbit: The Usagi Chronicles) — мультсериал 2022 года, основанный на комиксах Usagi Yojimbo Стэна Сакаи. Первый сезон вышел 28 апреля 2022 года на Netflix, а премьера второго запланирована на 1 сентября того же года.

## Синопсис
В отличие от оригинальных комиксов, действие мультсериала происходит в далёком будущем. Главным героем является антропоморфный кролик-самурай Юичи Усаги, правнук Миямото Усаги. Переехав в город Нео Эдо, он знакомится с носорогом Геном, лисой Кицунэ и кошкой Чизу.

## Актёрский состав
- Дэррен Барнет — Юичи Усаги, Спот
- Алекс Ле — Ген
- Шелби Рабара — Кицунэ, Маюми
- Мэллори Лоу — Чизу, Джиханки
- СунгВон Чо — лорд Когане, Варимаши, глава Кейсацукан
- Эрик Бауза — Кагехито, Чикабума, адмирал Ночи, О-Докуро
- Мела Ли — леди Фува, Кайё, Тошико, Хана, Кана
- Кион Янг — Тэцудзин, Хакаи, Кейсацу
- Сумали Монтано — Карасу-Тэнгу, тётя
- Юки Мацудзаки — Миямото Усаги

## Эпизоды

### Сезон 1
| №  | Название                                       | Режиссёр         | Сценарист(ы)                     | Дата премьеры  |
| -- | ---------------------------------------------- | ---------------- | -------------------------------- | -------------- |
| 1  | «Большой город» «The Big City»                 | Дерек Ли Томпсон | Кэнди Лангдэйл & Дуглас Лангдэйл | 28 апреля 2022 |
| 2  | «Ёкай» «Yokai»                                 | Альфред Гимено   | Кэнди Лангдэйл & Дуглас Лангдэйл | 28 апреля 2022 |
| 3  | «Владения» «Possessions»                       | Дерек Ли Томпсон | Кэнди Лангдэйл & Дуглас Лангдэйл | 28 апреля 2022 |
| 4  | «Беги, кролик, беги» «Run Rabbit Run»          | Альфред Гимено   | Шарлотта Уилсон Лэнгли           | 28 апреля 2022 |
| 5  | «Сенсей» «Common Sensei»                       | Дерек Ли Томпсон | Джин Грилло                      | 28 апреля 2022 |
| 6  | «Никто не любит ниндзя» «Nobody Likes A Ninja» | Альфред Гимено   | Мэтт Вейн                        | 28 апреля 2022 |
| 7  | «Чрево зверя» «Belly of the Beast»             | Дерек Ли Томпсон | Джеффри Реддик                   | 28 апреля 2022 |
| 8  | «Вперёд!» «Go»                                 | Альфред Гимено   | Кэнди Лангдэйл & Дуглас Лангдэйл | 28 апреля 2022 |
| 9  | «Кагехито на свободе» «Kagehito Unleashed»     | Дерек Ли Томпсон | Джин Грилло                      | 28 апреля 2022 |
| 10 | «В обмен на душу» «Soul Oath»                  | Альфред Гимено   | Шарлотта Уилсон Лэнгли           | 28 апреля 2022 |

### Сезон 2
| № общий | № в сезоне | Название                         | Режиссёр         | Written by                       | Дата премьеры   |
| ------- | ---------- | -------------------------------- | ---------------- | -------------------------------- | --------------- |
| 11      | 1          | «—» «Runaway Training»           | Дерек Ли Томпсон | Кэнди Лангдэйл & Дуглас Лангдэйл | 1 сентября 2022 |
| 12      | 2          | «—» «Game Dogs»                  | Альфред Гимено   | Крис Баргер                      | 1 сентября 2022 |
| 13      | 3          | «—» «The Fuzzy Pony»             | Дерек Ли Томпсон | Мэтт Вейн                        | 1 сентября 2022 |
| 14      | 4          | «—» «Adventures in Ninjasitting» | Альфред Гимено   | Джеффри Реддик                   | 1 сентября 2022 |
| 15      | 5          | «—» «Interdimensionals»          | Дерек Ли Томпсон | Джин Грилло                      | 1 сентября 2022 |
| 16      | 6          | «—» «Warbotto»                   | Альфред Гимено   | Шарлотта Уилсон Лэнгли           | 1 сентября 2022 |
| 17      | 7          | «—» «Willow Branch»              | Дерек Ли Томпсон | Ацуко Цудзи                      | 1 сентября 2022 |
| 18      | 8          | «—» «The Chizu Stands Alone»     | Альфред Гимено   | Мэтт Вейн                        | 1 сентября 2022 |
| 19      | 9          | «—» «Eggs!»                      | Дерек Ли Томпсон | Крис Баргер                      | 1 сентября 2022 |
| 20      | 10         | «—» «Invasion!»                  | Альфред Гимено   | Джеффри Реддик                   | 1 сентября 2022 |

## Отзывы
Кейтлин Чаппел из Comic Book Resources отмечала, что «по своей сути „Кролик-самурай: Хроники Усаги“ создан для более молодой аудитории, поэтому его юмор может показаться детским». Марк Зайферт из Bleeding Cool дал мультсериалу 7 баллов с половиной из 10 и похвалил художников за работу над футуристическим образом Нео Эдо.